# We Were Evergreen
We Were Evergreen — французька музична група з Парижу, що виступає в жанрі альтернативної інді-електро-поп музики з 2008 року. Зараз їхня група базується в Великибританії. Композиція гурту — це суміш поп-музики з народними мелодіями, клубної та екзотичної музики.

## Учасники
- Майкл Ліот (англ. Michael Liot) — вокал, гавайська гітара, акустична гітара, чаранго, банджо, труба.
- Фаб'єн Дебарре (англ. Fabienne Débarre) — вокал, клавішні, ксилофон, дзвіночки, губна гармоніка.
- Вільям Серфасс (англ. William Serfass) — вокал, ударні, бас, електрогітара.

## Концерти
- We Were Evergreen мали спільні виступи з Slow Club, Michael Kiwanuka, King Charles, Ed Sheeran (Q Awards), Emeli Sandé з Little Dragon та The Great Escape Festival.

Вони грали на Lovebox Festival, Shambala Festival, Secret Garden Party, та Bingley Music Live. Серед інших фестивалів протягом літа 2012 року, а також концерт з Bush Hall 29 травня за підтримки Seye та Modeste.

## Дискографія

### Мініальбоми
- We Were Evergreen — 2010
- Flings — 2010
- Leeway — 2013

### Сингли
| Рік  | Сингли                | Найвища позиція | Альбом    |
| Рік  | Сингли                | FRA             | Альбом    |
| ---- | --------------------- | --------------- | --------- |
| 2012 | «Baby Blue»           | –               | Leeway EP |
| 2013 | «Leeway»              | 6               | Leeway EP |
| 2014 | «Daughters»           | –               | Towards   |
| 2014 | «False Start»         | –               | Towards   |
| 2014 | «Best Thing»          | –               | Towards   |
| 2017 | «Aux Echos»           | –               | Overseas  |
| 2018 | «Comme Si»            | –               | Overseas  |
| 2022 | «J'aime les filles»   | –               |           |
| 2022 | «At Least I Tried»    | –               | Sign Out  |
| 2022 | «Aidono»              | –               | Sign Out  |
| 2022 | «Voices In Your Head» | –               | Sign Out  |
| 2022 | «La tendresse»        | –               |           |